# Mamba (Worlds of Fun)
Mamba in Worlds of Fun (Kansas City, Missouri, USA) ist eine Stahlachterbahn des Herstellers D. H. Morgan Manufacturing, die am 18. April 1998 eröffnet wurde. Mit einer Länge von 1706,9 m ist sie die achtlängste Stahlachterbahn in der Welt und die fünftlängste in Nordamerika.
Sie besitzt ein klassisches Out-and-Back-Layout, das ausgestattet ist mit einem 62,5 m hohen ersten Hügel, einem zweiten 56 m hohen Hügel, eine 580°-Helix bei einer Geschwindigkeit von mehr als 96 km/h, sowie fünf weiteren Hügeln und einen besonders selten vorzufindenden Double-Up-Hügel.

## Züge
Mamba besitzt drei Züge mit jeweils sechs Wagen. In jedem Wagen können sechs Personen (drei Reihen à zwei Personen) Platz nehmen.

## Vorlage für den Steel Dragon 2000
Zwei Jahre nach der Eröffnung dieser Achterbahn, wurde im Freizeitpark Nagashima Spa Land die Achterbahn Steel Dragon 2000 eröffnet. Diese ebenfalls von Steve Okamoto designte Achterbahn, weist große Ähnlichkeit mit Mamba auf, weshalb davon auszugehen ist, dass der Steel Dragon 2000 eine Weiterentwicklung des Designs von Mamba ist. Zu den eindeutigsten Übereinstimmungen zählen zwei große Hills nach dem First Drop (erste Abfahrt), sowie eine Helix im Uhrzeigersinn, die direkt an den zweiten Hill anschließt. Beim Steel Dragon 2000 folgt dann noch eine zweite Helix entgegen dem Uhrzeigersinn. Anschließend gibt es bei beiden Achterbahnen eine Reduzierbremse, die sich neben dem ersten Hill befindet. Darauf folgen mehrere kleine Hills hintereinander, die sich bei beiden Achterbahnen neben dem Lift befinden.
Vor Mamba und dem Steel Dragon 2000, hatte Steve Okamoto noch die Achterbahnen Wild Thing und Steel Force entworfen. Alle diese vier Achterbahnen weisen im Aussehen gewisse Ähnlichkeiten auf.